# Daniel Sanders
Daniel Sanders (Strelitz-Alt, ma Neustrelitz része, 1819. november 12. – Strelitz-Alt, 1897. március 11.) német író, fordító, lexikonszerkesztő.

## Életpályája
Zsidó kereskedő családjában második fiúként született. Matematikai és bölcsészeti tanulmányait Berlinben végezte. 1842-től az altstrelitzi szabadiskola igazgatója volt. 1852-től kizárólag tanulmányainak élt. 
1889-ben szülővárosának díszpolgárává választották. Nevéhez fűződik a "Muret-Sanders" néven emlegetett angol - német nagyszótár, valamint 1895 körül a Taschen-Lexikon des allgemeinen Wissens című lexikon.

## A Daniel Sanders-díjak
1999  óta adományozzák Neustrelitzben minden évben a Daniel-Sanders-Sprachpreis nevű díj Mecklenburg-Strelitz kórzetében élő diákoknak. Születésének 100. évfordulója kapcsán 1997-ben kezdték meg a  Daniel-Sanders-Kulturpreis adományozását, amelyre két évente kerül sor.

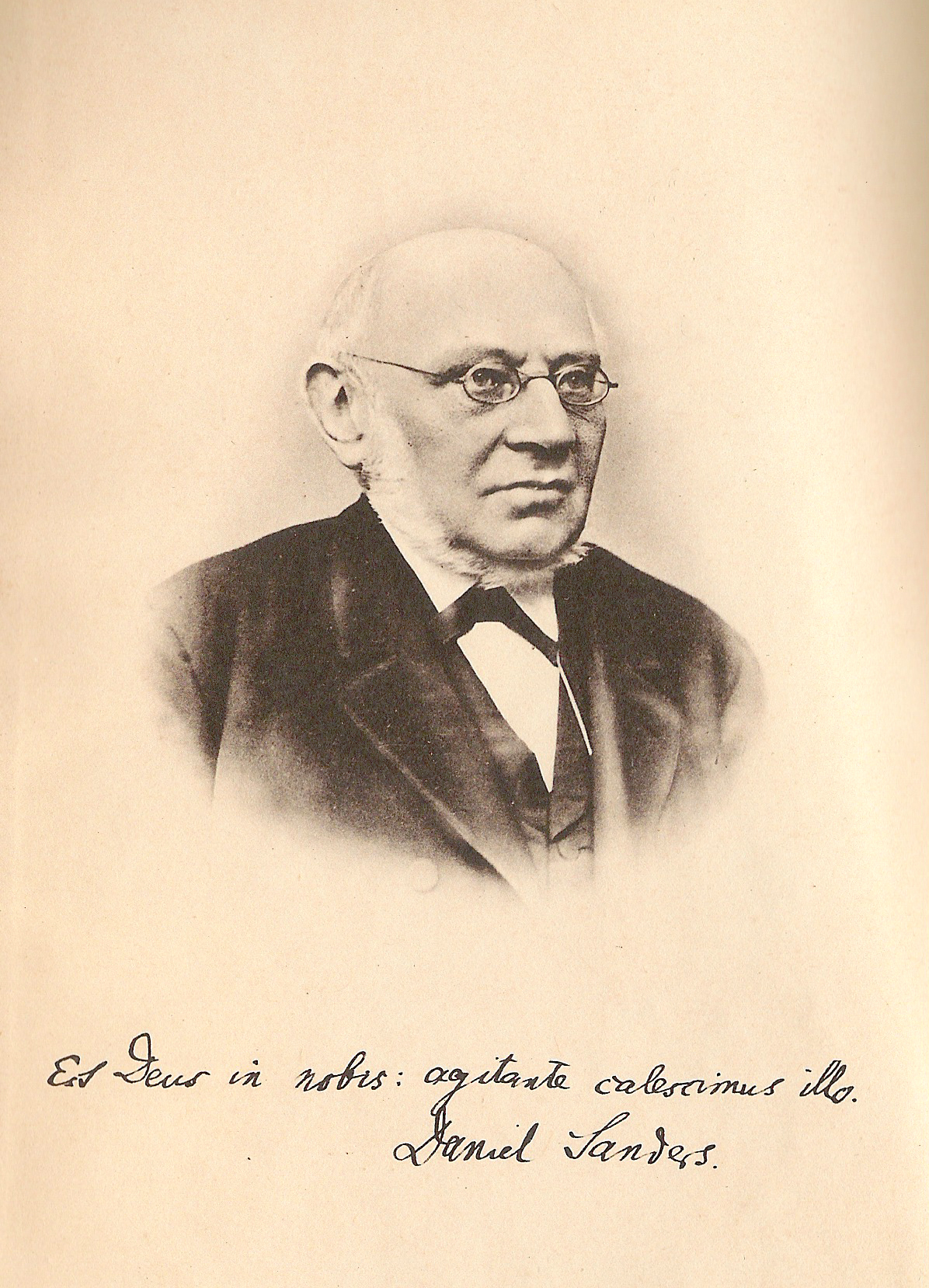
Daniel Sanders

## Művei (Válogatás)
- Neugriechische Volks- und Freiheitslieder, 1842
- Das Volksleben der Neugriechen, 1844
- Das deutsche Wörterbuch von Jakob Grimm und Wilhelm Grimm kritisch beleuchtet, Hamburg, 1852
- Wörterbuch der deutschen Sprache, Leipzig, 1859–1865 (3 kötet)
- Das Hohe Lied Salomonis, Leipzig, 1866, sowie Hamburg, 1888 (Übersetzung aus dem Hebräischen)
- Handwörterbuch der deutschen Sprache, 1869
- Wörterbuch deutscher Synonymen, 1871
- Vorschläge zur Feststellung einer einheitlichen Rechtschreibung, 1873
- Deutscher Sprachschatz geordnet nach Begriffen zur leichten Auffindung und Auswahl des passenden Ausdrucks. Ein stilistisches Hülfsbuch für jeden Deutsch Schreibenden. Nachdruck der Ausgabe Hamburg 1873–1877. Zwei Bände. Bd. 1: Systematischer Teil. Bd. 2: Alphabetischer Teil. Mit einer ausführlichen Einleitung und Bibliographie von Peter Kühn. Tübingen, Max Niemeyer, 1985 (Lexicographica. Series Maior 6/7)
- Orthographisches Wörterbuch, 1874
- Sprachlehre für Volks- und Bürgerschulen, 1876
- Aus den besten Lebensstunden. Eigenes und Angeeignetes, 1878
- Geschichte der deutschen Sprache und Litteratur bis zu Goethes Tod, 1879
- Abriß der deutschen Verskunst, 1881
- Griechische Grammatik, 1881
- Geschichte der neugriechischen Literatur, 1884
- Großes deutsch-englisches Wörterbuch, 1889
- Aus der Werkstatt eines Wörterbuchschreibers, 1889
- Fremdwörterbuch, 1891
- Fremdwörterbuch, 1897
- Deutsche Literaturgeschichte bis zu Goethes Tod, 1899
- Wörterbuch der Hauptschwierigkeiten in der deutschen Sprache (38. Auflage 1915)